# 染色体工程
染色体工程（chromosome engineering）指的是按照人为的设计，有计划的消去、增添或替换同种或异种的染色体，从而使遗传性状发生定向改变、选育新品种的一种技术。主要技术包括：多倍体育种、单倍体育种、雌核发育和雄核发育、染色体显微操作、染色体微克隆以及染色体转移等技术。